# VH1 Storytellers (álbum de Kanye West)
VH1 Storytellers é o segundo álbum ao vivo do artista estadunidense Kanye West. Seu lançamento ocorreu em 5 de janeiro de 2010, através da Roc-A-Fella Records e Def Jam Recordings.

## Lista de faixas
| N.º | Título                        | Duração |  |
| 1.  | "See You in Nightmares"       | 3:13    |  |
| 2.  | "RoboCop"                     | 6:17    |  |
| 3.  | "Flashing Lights"             | 6:41    |  |
| 4.  | "Amazing"                     | 8:24    |  |
| 5.  | "Touch the Sky"               | 9:53    |  |
| 6.  | "Say You Will"                | 7:42    |  |
| 7.  | "Good Life"                   | 6:30    |  |
| 8.  | "Heartless / Pinocchio Story" | 11:01   |  |
| 9.  | "Stronger"                    | 4:53    |  |

| Críticas profissionais | Críticas profissionais |
| Pontuações agregadas   | Pontuações agregadas   |
| Fonte                  | Avaliação              |
| ---------------------- | ---------------------- |
| Metacritic             | 66/100                 |
| Avaliações da crítica  |                        |
| Fonte                  | Avaliação              |
| AllMusic               | [ 2 ]                  |
| The A.V. Club          | C                      |
| Entertainment Weekly   | A-                     |
| Pitchfork              | 4.9/10                 |
| PopMatters             | 8/10                   |